# Sepiola knudseni
Sepiola knudseni är en bläckfiskart som beskrevs av Adam 1984. Sepiola knudseni ingår i släktet Sepiola och familjen Sepiolidae. IUCN kategoriserar arten globalt som otillräckligt studerad. Inga underarter finns listade i Catalogue of Life.